# Philips Wouwerman
Philips Wouwerman (Haarlem, 24 maggio 1619 – Haarlem, 19 maggio 1668) è stato un pittore e disegnatore olandese del secolo d'oro.

## Biografia

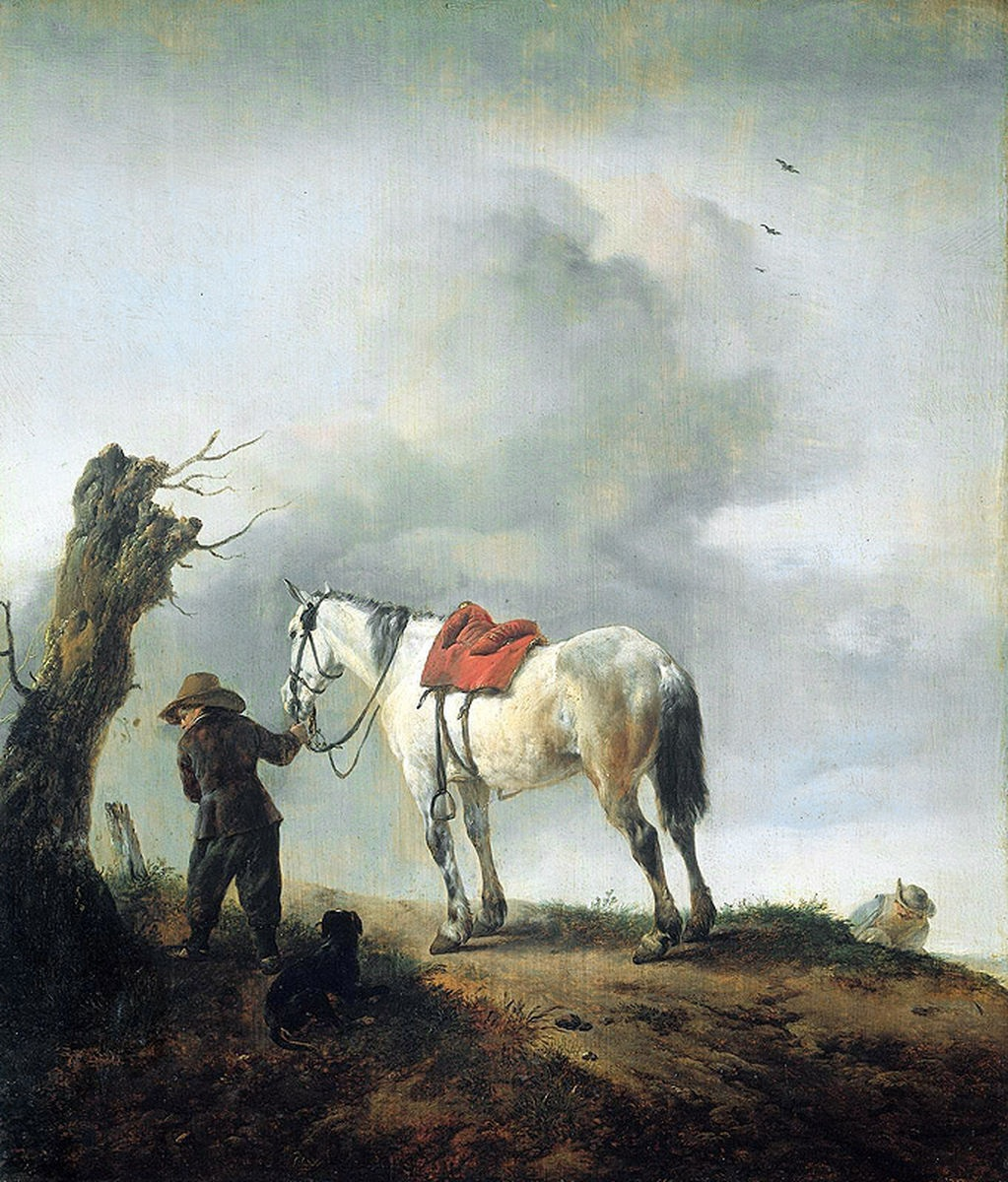
Il cavallo grigio (1646 circa)

Apparteneva ad una famiglia di artisti: sia il padre, Pouwels Joostenz., che i fratelli minori Jan e Pieter erano pittori. Fu allievo di Frans Hals e probabilmente anche del padre, che morì nel 1642 e di cui non si conoscono opere. Secondo Cornelis de Bie, oltre a studiare presso Frans Hals, Philips prese lezioni dal pittore di soggetti equestri Pieter Verbeck, il che spiegherebbe la sua notevole attitudine alla rappresentazione di cavalli in varie fogge e contesti.

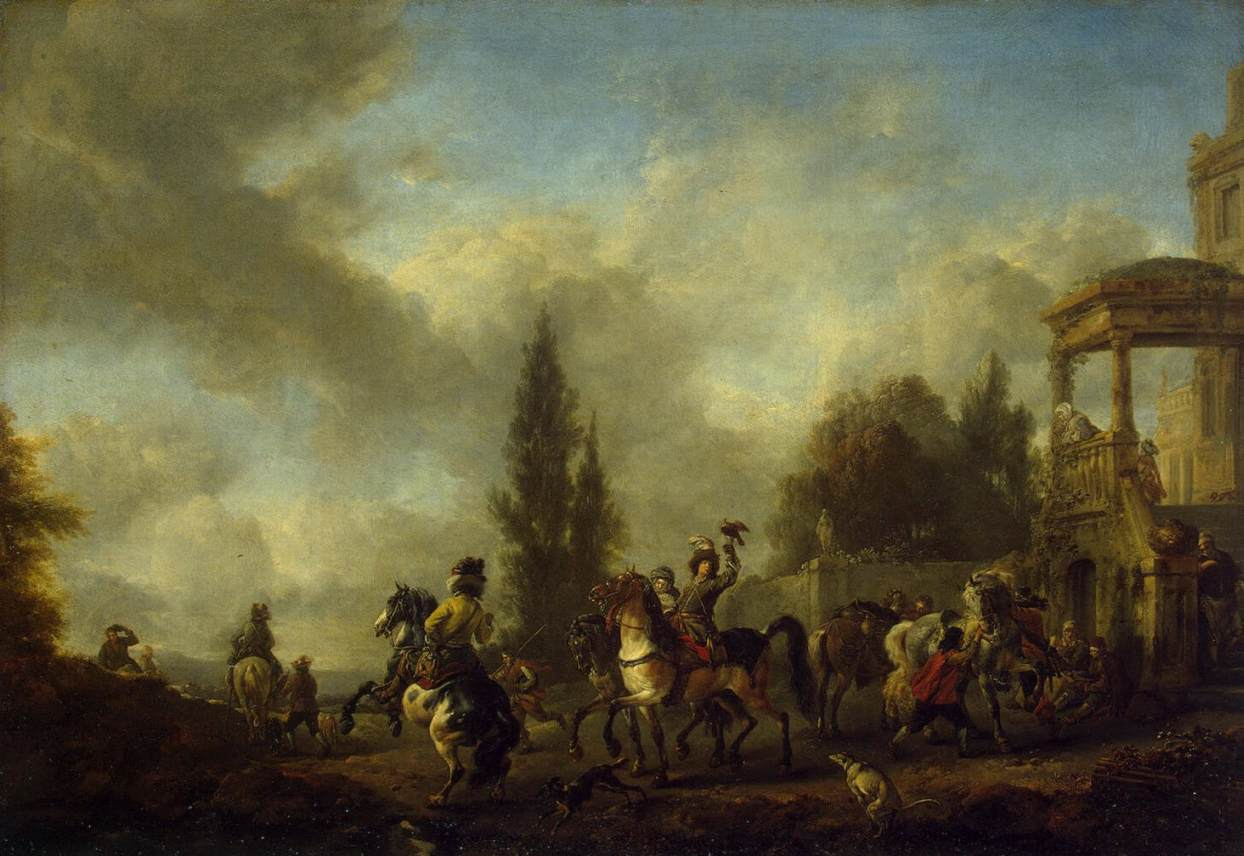
Cacciatori alla partenza

Dal 1638 al 1639 visse ad Amburgo, dove sposò la cattolica Annetje Pietersdr. van Broeckhof da Haarlem e dove lavorò presso l'atelier di Evert Decker. È del 1639 la sua prima opera datata, intitolata Accampamento militare, di livello qualitativo inferiore rispetto alle opere successive.
Nel 1640 ritornò ad Haarlem e il 4 settembre dello stesso anno entrò a far parte della locale Corporazione di San Luca. Negli anni successivi è più volte citata la sua presenza in questa città: negli anni 1641-1642 come avente l'allievo Koort Witholt, nel 1645 come commissario della gilda, nel 1666 come avente nuovi allievi. Wouwerman continuò a dipingere fino alla morte: l'ultima sua opera conosciuta e datata è del 1668.
Probabilmente in vita godette di una certa agiatezza dal momento che la figlia Ludovica si sposò nel 1672 con una dote di 20000 fiorini.

## Profilo artistico
Wouwerman fu un pittore eclettico; si dedicò infatti alla pittura di genere, con cui rappresentò soprattutto soggetti delle classi inferiori in ambienti rurali, e paesaggistica, in particolare italiana e invernale, rappresentò vedute di città, soggetti storici, equestri, ritratti, marine, architetture.
Nel decennio 1641-1649 i dipinti di Wouwerman sono caratterizzati dalla presenza di una collina o una duna disposta diagonalmente e un albero in contrapposizione con alcune figure grandi, di solito con cavalli. È in questo periodo che l'artista inizia a sviluppare uno stile proprio, anche se fortemente influenzato da Pieter van Laer. Non si trova invece traccia nelle sue opere dello stile del suo insegnante Frans Hals.
A partire dal 1649 la tavolozza scura dell'artista si arricchì di colore e le sue composizioni si svilupparono maggiormente in senso orizzontale. Negli anni immediatamente successivi l'artista iniziò a sviluppare dipinti in cui il paesaggio giocava un ruolo preponderante, mentre le figure erano di dimensioni ridotte, come ad esempio in Paesaggio con cavalieri, dipinto in toni argentei. Elementi della pittura di genere continuarono comunque a far parte delle opere di quest'artista, anche se non perfettamente integrate nei suoi paesaggi.
Dopo il 1655 Wouwerman eseguì originali scene di caccia, caratterizzate da colori brillanti e ambientazione vagamente italiana, che riscossero particolare successo durante il XVIII e l'inizio del XIX secolo, soprattutto in Francia. Nella fase finale della sua vita, le sue opere furono caratterizzate da una tavolozza più scura, mentre l'influenza di van Laer rimase evidente solo nella scelta dei soggetti.
Collaborò con altri artisti, quali Jacob van Ruisdael, Jan Wijnants e Cornelis Decker, dipingendo le figure nei loro paesaggi. Sua caratteristica fu l'estrema facilità d'esecuzione: ci ha lasciato infatti un numero considerevole di opere, che furono parecchio copiate e riprodotte per incisione, soprattutto nel XVIII secolo in Francia., anche se probabilmente alcune di esse sono in realtà opere dei suoi fratelli Pieter e Jan Nei suoi dipinti compaiono molti elementi caratteristici dei paesaggi meridionali, tanto da far pensare alla possibilità che l'artista avesse viaggiato in Francia o in Italia, ma non esiste documentazione relativa a quest'ipotesi, anzi sembra piuttosto che Wouwerman sia sempre rimasto a Haarlem, eccetto che per brevi periodi.. Sono giunti fino a noi anche un numero limitato di suoi disegni.
Ebbe numerosi allievi, fra cui Johannes van der Bent, Hendrick Berckman, Eduard Dubois, Nicolaes Ficke, Barent Gael, Anthony de Haen, Emanuel Murant, Matthias Scheits, Koort Witholt e i fratelli minori Jan e Pieter e svariati seguaci, tra cui Henry Andrews, Joseph Bidauld, Michel Duplessis, Eustache François Duval, Carel van Falens, Christian David Gebauer, Barent Kalraet, Wilhelm von Kobell, Leendert van der Cooghen, Herman van Lin, Franz Anton Mayerle, August Querfurt, Pierre-Louis De La Rive.
Influenzò l'opera di parecchi artisti tra cui Philipp Hieronymus Brinckmann, Gottfried Libalt, Jacobus Koolen, Alois Bach, Jan van Aken, Simon Mathurin Lantara, Angelo Antonio Cignaroli, Johann Georg Pforr, Johann Graf, Friedrich Gauermann, Simon Johannes Van Douw, Jan Peeter Verdussen, Francesco Giuseppe Casanova, Jacques François Joseph Swebach, Zacharias Blijhooft, Jean-Louis de Marne, Adam Frans van der Meulen, Jean Pillement, Barent Kalraet, François Bellay.
Nonostante la notevole estensione del "corpus" delle opere di Wouwerman, è difficile stabilirne con esattezza la cronologia, essendo solo pochi dipinti datati. Lo stile dei monogrammi utilizzati per firmare le sue opere permette di datarle entro ampi limiti: il monogramma p, h fu usato dall'artista solo prima del 1646, mentre in seguito utilizzò phils w.
Artista assai apprezzato ed imitato fino al XVIII secolo, a partire dalla seconda metà del XIX secolo riscosse un successo molto più limitato, anche se dalla fine del XX secolo vi fu una ripresa d'interesse per le sue opere.

## Opere
- Accampamento militare, 1639[3]
- Scontro di cavalleria, olio su tavola, 42 × 58 cm, 1640-1645, Collezione privata[4]
- Attacco ad una carrozza, 1644 circa, Collezione Liechtenstein, Vaduz[3]
- Il cavallo grigio, olio su tela, 43,5 × 38 cm, 1646, Rijksmuseum, Amsterdam[5]
- Paesaggio con festa paesana di fronte ad una casa di campagna, 1646, City Art Gallery, Manchester[3]
- Falconieri a caccia, olio su tavola, 21 × 26 cm, 1651 circa, Collezione privata[6]
- Paesaggio fluviale con bagnanti, 1651 circa, Collezione privata[7]
- Paesaggio con cavalieri, 1652, Regno Unito, Collezione privata[3]
- Falconieri ritornano dalla caccia, 1658-1660[8]
- Battaglia di cavalleria di fronte ad un mulino a vento in fiamme, olio su tela, 54,5 × 66,5 cm, 1660 circa, Gemäldegalerie Alte Meister, Dresda[9]
- Paesaggio invernale con ponte in legno, olio su tavola, 30,6 × 36,9 cm, 1660 circa, Gemäldegalerie, Berlino[10]
- Sosta durante la caccia, olio su tela, 56 × 83 cm, 1665 circa[11]
- Cavaliere conduce un cavallo grigio pomellato, olio su tavola di quercia, 28 × 29 cm, Collezione privata[12]
- Posto di sosta per cavalieri, olio su tavola, 43 × 37 cm, Museo Reale di Belle Arti, Anversa[13]